# Pohorilți, Semenivka
Pohorilți (în ucraineană Погорільці) este localitatea de reședință a comunei Pohorilți din raionul Semenivka, regiunea Cernihiv, Ucraina.

## Demografie
Componența lingvistică a localității Pohorilți
     Ucraineană (99,39%)
     Alte limbi (0,61%)
Conform recensământului din 2001, majoritatea populației localității Pohorilți era vorbitoare de ucraineană (99,39%), existând în minoritate și vorbitori de alte limbi.